# Самойлов, Александр Борисович
Алекса́ндр Бори́сович Само́йлов (1724 — 1795) — обер-прокурор Правительствующего сената в 1775—1777 годах, правитель Владимирского наместничества в 1778—1787 годах, участник суда над Емельяном Пугачевым.

## Биография
Родился в 1724 году в семье полковника. Его старший брат Николай Борисович самойлов (1718—1791) — российский сенатор, граф.
В 1737―1741 годах воспитывался в Сухопутном шляхетском корпусе, был выпущен в конную гвардию. Служил в Тобольском полку капитаном.
В 1766―1767 годах служил в 3-м департаменте Вотчинной коллегии, в Московской Губернской межевой канцелярии — в 1767―1772 годах, затем — «правящий президентскую должность» в Главном магистрате Москвы в 1772―1777 годах. В 1775—1777 годах был обер-прокурором Правительствующего сената, в 1778—1787 годах — правитель Владимирского наместничества.
Умер в 1795 году.

## Награды и чины
- 1762 ― полковник;
- 1765 ― коллежский асессор;
- 1766 ― надворный советник;
- 1767 ― коллежский советник;
- 1777 ― статский советник;
- 1778 ― действительный статский советник;
- тайный советник.

## Семья
В 1753 году женился на Дарье Васильевне — урождённой Даниловой, в первом браке ―  Астафьевой. Их дети:
- Наталья
- Анастасия
- Марфа